# Bernard de Saxe-Iéna
Bernard de Saxe-Iéna (21 février 1638, Weimar - 3 mai 1678, Iéna), est le premier duc du duché indépendant de Saxe-Iéna

## Biographie
Bernard est le septième des neuf enfants de Guillaume Ier de Saxe-Weimar et d'Éléonore d'Anhalt-Dessau, princesse d'Anhalt.

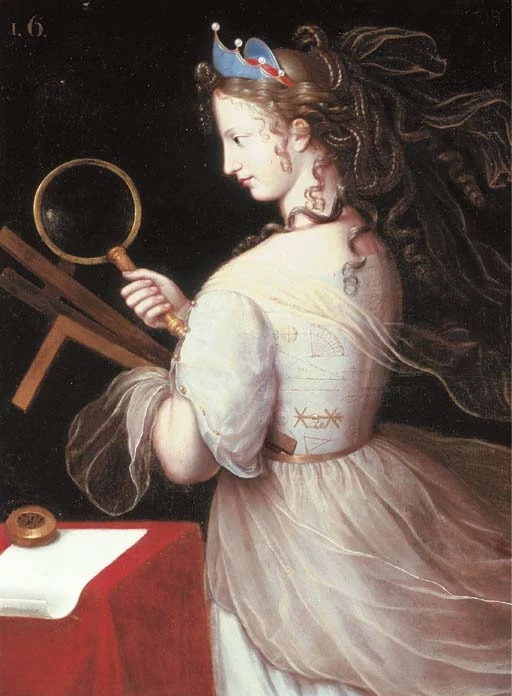
Marie-Charlotte de La Trémoille

Il étudie de février 1654 à novembre 1657 à l'Université d'Iéna. Le prince est envoyé en France, où selon les plans de son père, il devait trouver une épouse parmi les dames de la cour, afin de renforcer les liens entre la branche ernestine et le roi de France Louis XIV. Le roi de France fait au contraire sentir l'insignifiance que lui inspire le jeune prince en le faisant attendre un an et demi avant de lui accorder audience.
Lors de son séjour en France, il finit toutefois par épouser en 1662 Marie-Charlotte de La Trémoille (1630-1682), fille d'Henri de La Trémoille, duc de Thouars. La mariage a lieu à Paris, le 10 juin 1662, puis Bernard et son épouse s'installent dans le magnifique palais royal édifié à Weimar par le duc d'Iéna (démoli en 1905), où se tiendra plus tard le Théâtre national allemand et ou sera édité le premier journal de Thuringe.
En 1672, il partage avec ses deux frères l'héritage de leur père, et fonde ainsi le duché libre de Saxe-Iéna indépendant du duché de Saxe-Weimar.

## Couple et descendance
Bernard eu plusieurs enfants avec Marie-Charlotte :
- Guillaume (24 juillet 1664 - 21 juin 1666) ;
- fille mort-née (7 avril 1666) ;
- Bernard (9 novembre 1667 - 26 avril 1668) ;
- Charlotte-Marie de Saxe-Iéna (20 décembre 1669 - 6 janvier 1703, Gräfentonna) mariée en 1683 au duc Guillaume II de Saxe-Weimar (1662–1728), jusqu'en 1690.
- Jean-Guillaume (28 mars 1675 - 4 novembre 1690), duc de Saxe-Iéna.

En dépit de leurs nombreux enfants, le mariage est particulièrement malheureux, et lorsqu'il s'avère que le duc et sa femme deviennent irréconciliables, le duc décide de se marier avec une femme de sa cour, Marie-Élisabeth de Kospoth, de vieille noblesse saxonne; il lui promet solennellement de divorcer et de se marier avec elle, ce qui fait qu'elle cède à ses avances. Il a avec elle une fille illégitime:
- Émilie-Éléonore (20 septembre 1672 - 3 mai 1709, Merseburg), « comtesse d'Alstädt » (1676), mariée en 1692 à Otto Wilhelm von Tümpling († 1730)

Cependant, malgré les efforts de Bernard, son mariage n'est pas annulé, aucun théologien ne parvient à trouve un motif de divorce. De plus, il se serait apparemment réconcilié avec Marie-Charlotte.
Le 20 octobre 1672, il promet dans une lettre à sa maitresse qu'il ne l'oublierait jamais, et qu'il l'aiderait et la protégerait comme si elle était sa femme, lui donne le titre de « Dame d'Alstädt » et une rente annuelle de 1000 thaler. En 1674, il est même marié avec elle par un jésuite du nom d'Andreas Wigand, faisant de Bernard un des rares cas de bigamie avéré chez les princes. Leur contrat de mariage stipule que leurs enfants seraient légitimés et nobles, jusqu'à ce qu'à une possible élévation de rang de la part de l'empereur. Une dot de 20 000 thaler lui est donnée, mais Marie-Élisabeth est assignée à résidence au château de Dornbourg, et le mariage devait être tenu secret, jusqu'à la mort de la première femme du duc. S'il est révélé avant, le contrat serait brisé, et le duc libéré de tout lien avec elle.
Le 8 novembre 1676, Marie-Élisabeth est élevée par l'empereur au rang de comtesse impériale (Reichgräfin), ainsi que sa fille, ainsi que tous ses éventuels enfants légitimes, avec le titre de « comtesse d'Alstädt » (Gräfin von Altstädt) avec le rang de « hoch- und wohlgebohrne » (haut et estimé).
À la mort de Bernard, le seul fils qui lui a survécu, Jean-Guillaume (Johann Wilhelm), né de sa première femme, après leur réconciliation en 1675, lui succède au titre de duc de Saxe-Iéna.
Marie-Élisabeth obtient sa dot, non sans difficulté. Elle survécut à son mari 38 ans.